# Juana Álvarez-Prida y Vega
Juana Álvarez-Prida y Vega (Fresnedo, 3 de febrero de 1900- Fresnedo, 8 de julio de 2000) fue una profesora y química española. En 1990 recibió el Premio Mujeres Progresistas en apartado de Ciencia.

## Biografía
Fue la cuarta hija de siete hermanos, sus padres fueron Emilio Álvarez-Prida Arias, abogado y político, y Purificación Vega Quiñones. Su padre, de ideología liberal progresista, fue cofundador del Partido Reformista de Melquíades Álvarez y diputado en Cortes Generales por el distrito cubano de Matanzas.
Juana estudió en el colegio de monjas Notre-Dame, en Pola de Lena, Asturias. En su niñez, aprendió a tocar el piano, una de sus grandes aficiones. Las piezas musicales que más le gustaba interpretar eran la Marcha Turca de Mozart y el Adagio de la Sonata Patética de Beethoven.
Con catorce años decidió estudiar una carrera universitaria. En aquella época eran pocas las mujeres que estudiaban, pero a su padre le satisfizo la idea y le permitió empezar el Bachillerato. Terminado este, tardó unos años en iniciar la carrera. Juana quería estudiar Letras, pero, al no existir en Oviedo ninguna facultad para cursar dichos estudios, se decantó por Ciencias Químicas, una carrera en la que las mujeres escaseaban.
Se matriculó en 1929, con veintinueve años. Aquel año, solo cuatro mujeres cursaban Química. En 1930, Juana ingresó en la Sociedad Española de Física y Química. Cuando terminó los estudios se trasladó a vivir a Madrid donde fue profesora en el Instituto-Escuela.
Durante la Guerra Civil, Juana, que se encontraba en zona republicana, enseñó en institutos de Valencia y de Barcelona. Al término de la guerra fue profesora en un instituto de Ponferrada  y un año más tarde se trasladó a Gijón donde impartió clases en el Instituto Jovellanos. Posteriormente, se dedicó a dar lecciones particulares; primero en Oviedo,  luego en Madrid. En esta última ciudad, además, impartió clases en colegios privados.
En los años cincuenta, enseñó en el Instituto Ramiro de Maeztu, donde, tras realizar unas oposiciones, ejerció de profesora agregada. Cuando alcanzó la edad de jubilación, siguió ejerciendo de profesora en el Colegio Estilo, fundado y dirigido por Josefina Aldecoa.
Falleció el 8 de julio de 2000 en Fresnedo, la aldea asturiana en la que nació, a los cien años de edad.

## Premios y reconocimientos
En los años noventa, Juana Álvarez-Prida recibió varios premios:
- En 1990, le concedieron el Premio Mujer Progresista a la Ciencia, otorgado por la Federación de Mujeres Progresistas.
- En 1992, recibió la medalla de plata de Mérito al Trabajo.[3][1]
- En 1992, fue nombrada Hija Predilecta de Teverga.[1]